# Loveless (album)
Loveless – drugi album grupy My Bloody Valentine, szeroko uznawany za magnum opus grupy oraz jedną z najważniejszych, jeśli nie najważniejszą, spośród płyt stylu shoegaze. Powstawał przez dwa lata w dziewiętnastu różnych studiach. Nad nagraniami panował wokalista i gitarzysta zespołu, Kevin Shields, pragnąc nadać utworom obmyślone przez siebie brzmienie, na które składało się m.in. użycie rozmaitych technik studyjnych. 
Przeważającą większość materiału stworzył i zarejestrował Shields (nie licząc nagranego przez perkusistę Colma O'Ciosoiga utworu Touched). Jedynie część tekstów (około jedna trzecia) została napisana przez Bilindę Butcher. 
W 1999 r. Pitchfork, najbardziej wpływowy serwis internetowy poświęcony muzyce, umieścił Loveless na pierwszym miejscu w swoim rankingu płyt z lat 90. W rewizji rankingu ogłoszonej w 2003 album znalazł się na drugim miejscu, za OK Computer grupy Radiohead. W 2003 album został sklasyfikowany na 219. miejscu listy 500 albumów wszech czasów magazynu Rolling Stone.

## Przykładowe utwory
- "Only Shallow" (format Ogg Vorbis)

## Lista utworów
1. "Only Shallow" (Bilinda Butcher, Kevin Shields) – 4:17
2. "Loomer"  (Butcher, Shields) – 2:38
3. "Touched" (Colm O'Ciosoig) – 0:56
4. "To Here Knows When" (Butcher, Shields) – 5:31
5. "When You Sleep" (Shields) – 4:11
6. "I Only Said" (Shields) – 5:34
7. "Come in Alone" (Shields) – 3:58
8. "Sometimes" (Shields) – 5:19
9. "Blown a Wish" (Butcher, Shields) – 3:36
10. "What You Want" (Shields) – 5:33
11. "Soon" (Shields) – 6:58